# Mount Emmons
Mount Emmons – góra w stanie Utah, w hrabstwie Duchesne. Jest czwartym szczytem pod względem wysokości w paśmie Uinta Mountains o wys. 4099 m n.p.m. a także czwartym pod względem wysokości w stanie Utah (według Peakbagger wysokość wynosi 4097 m n.p.m., a według National Elevation Dataset 4090 m n.p.m.).  
Nazwę szczytowi nadano na cześć Samuela Emmonsa, geologa, członka ekspedycji prowadzonej przez Clarence Kinga w latach 1867 - 1878 mającej na celu dokonanie pomiarów geodezyjnych wzdłuż 40. równoleżnika biegnącego na terenie obecnych Stanów Zjednoczonych.

## Turystyka
Góra leży na obszarze chronionym nazywającym się High Uintas Wilderness Area. Na szczyt wiodą trzy szlaki turystyczne nazywające się Uinta River Route, Dry Gulch Route i najdłuższy Kings-Emmons Ridge. Wycieczka na szczyt i powrót w zależności od obranej wersji trasy oraz sprawności turysty zajmuje od 2-5 dni.  